# Паллана, Кумар
Кумар Валавхадас Паллана (англ. Kumar Valavhadas Pallana; 23 декабря 1918, Индаур — 10 октября 2013, Окленд) — американский актёр и артист водевильного жанра индийского происхождения. Наиболее известен по участию в фильмах «Терминал», «Любовь и сигареты», «10 шагов к успеху» и «Другая земля».

## Биография
Кумар Паллана родился 23 декабря 1918 года в Индии.
Свою карьеру начинал с «Клуба Микки Мауса», где работал жонглёром.
Близкий друг режиссёра Уэса Андерсона, который снял Паллану в четырёх своих фильмах — «Бутылочная ракета», «Академия Рашмор», «Семейка Тененбаум» и «Поезд на Дарджилинг. Отчаянные путешественники». Они вместе владели кафе «Cosmic Cafe», что в Далласе, штат Техас.
Прославился на весь мир после роли добродушного уборщика Гупты в фильме Стивена Спилберга «Терминал».
Скончался 10 октября 2013 года в своём доме в Окленде, не дожив двух месяцев до 95-летия.

### Личная жизнь
С 1967 года Кумар Паллана был женат на Перниме Макталламе. У них есть сын Дипак, также ставший актёром.

## Фильмография
| Год  |   | Русское название                               | Оригинальное название            | Роль                          |
| ---- | - | ---------------------------------------------- | -------------------------------- | ----------------------------- |
| 1996 | ф | Бутылочная ракета                              | Bottle Rocket                    | Кумар                         |
| 1998 | ф | Академия Рашмор                                | Rushmor                          | мистер Литтлджинс             |
| 2001 | ф | Семейка Тененбаум                              | The Royal Tenenbaums             | Пагода                        |
| 2002 | ф | Взорви систему / Уличные художники             | Bomb the System                  | Кумар Баба                    |
| 2003 | ф | Дюплекс                                        | Duplex                           | владелец индийского ресторана |
| 2004 | ф | Терминал                                       | The Terminal                     | Гупта Райан                   |
| 2005 | ф | Любовь и сигареты                              | Romance & Cigarettes             | Дада Кумар                    |
| 2005 | ф | Революция                                      | Revoloution                      | Кумар                         |
| 2006 | ф | 10 шагов к успеху                              | 10 Items or Les                  | Ли                            |
| 2007 | ф | Поезд на Дарджилинг. Отчаянные путешественники | The Darjeeling Limited           | старик на поезде              |
| 2010 | ф | Незнакомец и незнакомка                        | Anjaana Anjaani (хинди)          | береговой охранник            |
| 2011 | ф | Университетское радио                          | Campus Radio                     | Йоги                          |
| 2011 | ф | Другая земля                                   | Another Earth                    | Пурдип                        |
| 2011 | ф | Голливудские шлюхи                             | Hollywood Whores                 | волшебник                     |
| 2013 | ф | Изящная месть                                  | Оригинальное название неизвестно | уличный артист                |